# Пад џиновске сенке
Пад џиновске сенке (енгл. Cast of a Giant Shadow) је филм Мелвила Шејвелсона из 1966. У главним улогама су Кирк Даглас и Сента Бергер. Филм је снимљен по биографској књизи Теда Беркмана о пуковнику Микију Маркусу.

## Радња
Филм је измишљени приказ живота америчког Јеврејина, пуковника Дејвида Маркуса (Кирк Даглас), који је командовао новооснованим јединицама Израелских одбрамбених снага током Првог израелско-арапског рата (1948–1949).
Маркус, бивши пуковник Генералног адвокатског корпуса (ЈАГ) америчке војске, тренутно отпуштен из активне службе, тренутно ради као адвокат у Њујорку. Једног дана прилазе му Хаганови агенти током божићне куповине. Од њега траже помоћ у припреми израелске војске за одбрану новостворене државе од инвазија арапских суседа.
Маркусу, који је још увек официр у резерви, Пентагон одбија дозволу да оде. Међутим, користи лажно име и путује као цивил. Сада као "Мајкл Стоун" стиже до Израела. Тамо упознаје чланицу Хагане, Магду Симон (Сента Бергер), са којом одмах развија аферу.
Током Другог светског рата, Маркус пада падобраном у окупираној Француској, а касније помаже у организацији хуманитарне мисије за Дахау, први нацистички концентрациони логор који су ослободили амерички војници. У почетку, неки од војника Хагане га третирају са сумњом. Међутим, након што је водио напад командоса на арапско складиште оружја и помагао у искрцавању илегалних избеглица, војска постаје боље прихваћена од стране његових пратилаца. Маркус затим припрема уџбеник за обуку, а затим се враћа у Њујорк, где је његова супруга (Енџи Дикинсон) управо имала побачај.
Сада, узнемирен, упркос молбама своје супруге, враћа се у Израел, добија наређење са јерусалимског фронта са чином „Алуф“, који се не користи још од библијских времена. Почевши да ради, схвата да су његови људи неадекватно обучени, да им недостаје оружје, да немају оцене, али да им не недостаје борбености и одлучности. Маркус припрема структуру "Бурма Роад" како би омогућио конвојима да путују до опкољеног Јерусалима, где су становници на ивици глади.
Многи његови војници изван Израела су одлучни, ентузијастични, али им недостаје искуство. Маркус их назива „шнооцима“ и схвата да је поносан што је Јеврејин. Међутим, убрзо након што конвој камиона напусти Јерусалим, пуца га и убија усамљени стражар који не говори енглески - што је последња жртва пре примирја које су спровеле УН. Импровизовани ковчег у коме се налази тело војног човека свечано носе војници које је он обучавао и инспирисао.